# Skäggiris
Skäggiris (Iris variegata) är en irisväxtart som beskrevs av Carl von Linné. Enligt Catalogue of Life ingår Skäggiris i släktet irisar och familjen irisväxter, men enligt Dyntaxa är tillhörigheten istället släktet irisar och familjen irisväxter. Arten förekommer tillfälligt i Sverige, men reproducerar sig inte. Inga underarter finns listade i Catalogue of Life.

## Bildgalleri

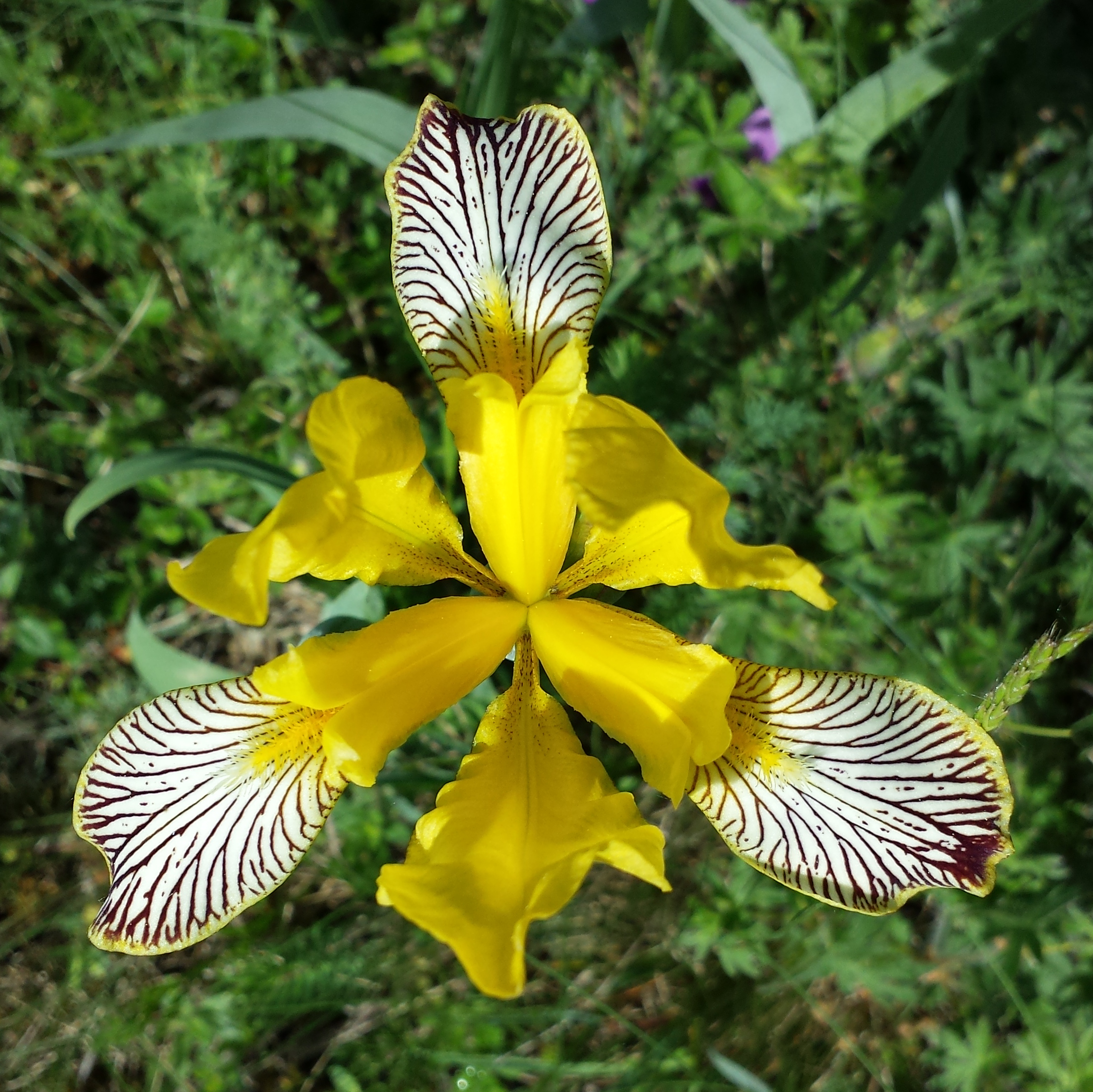
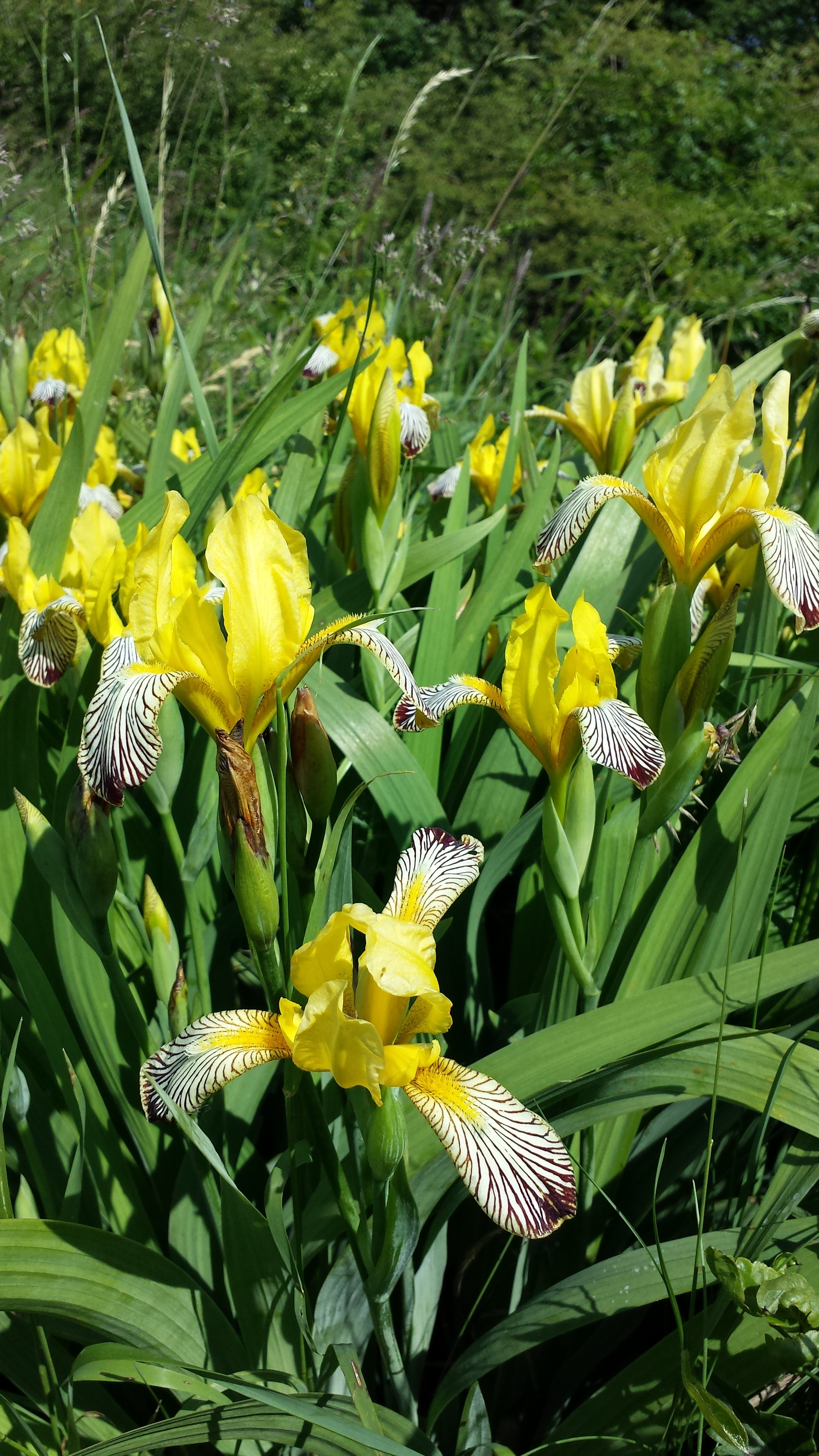
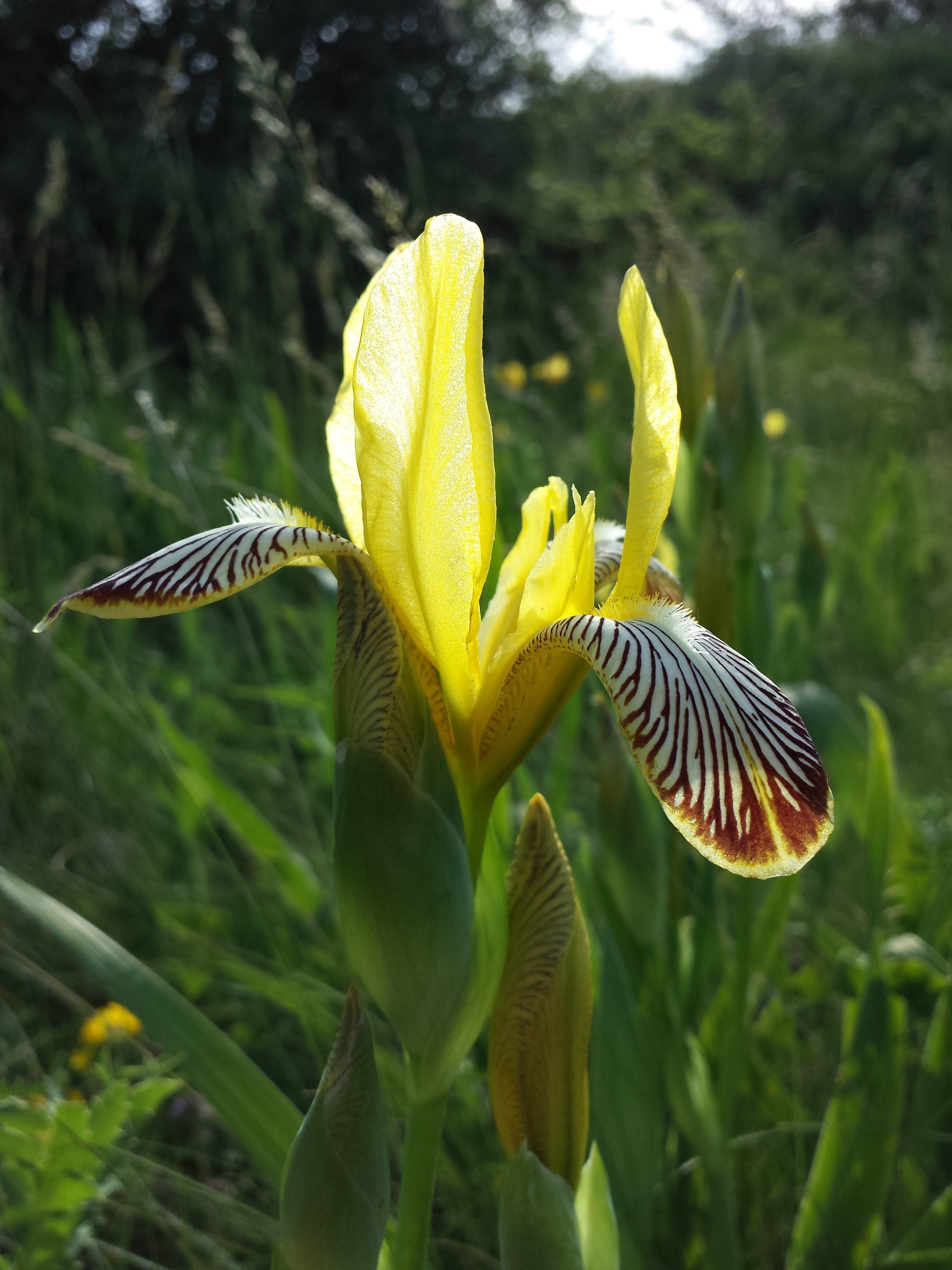
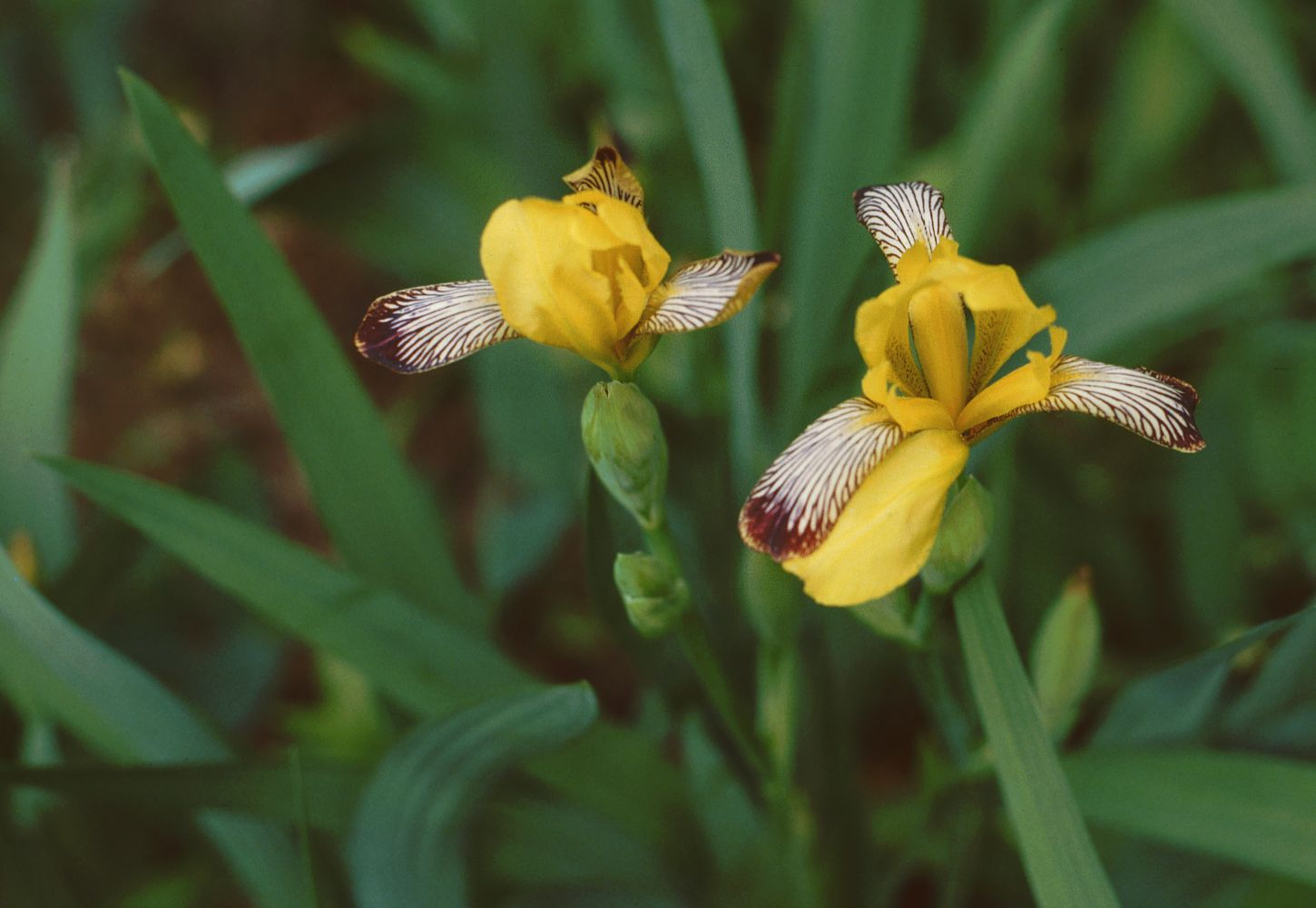
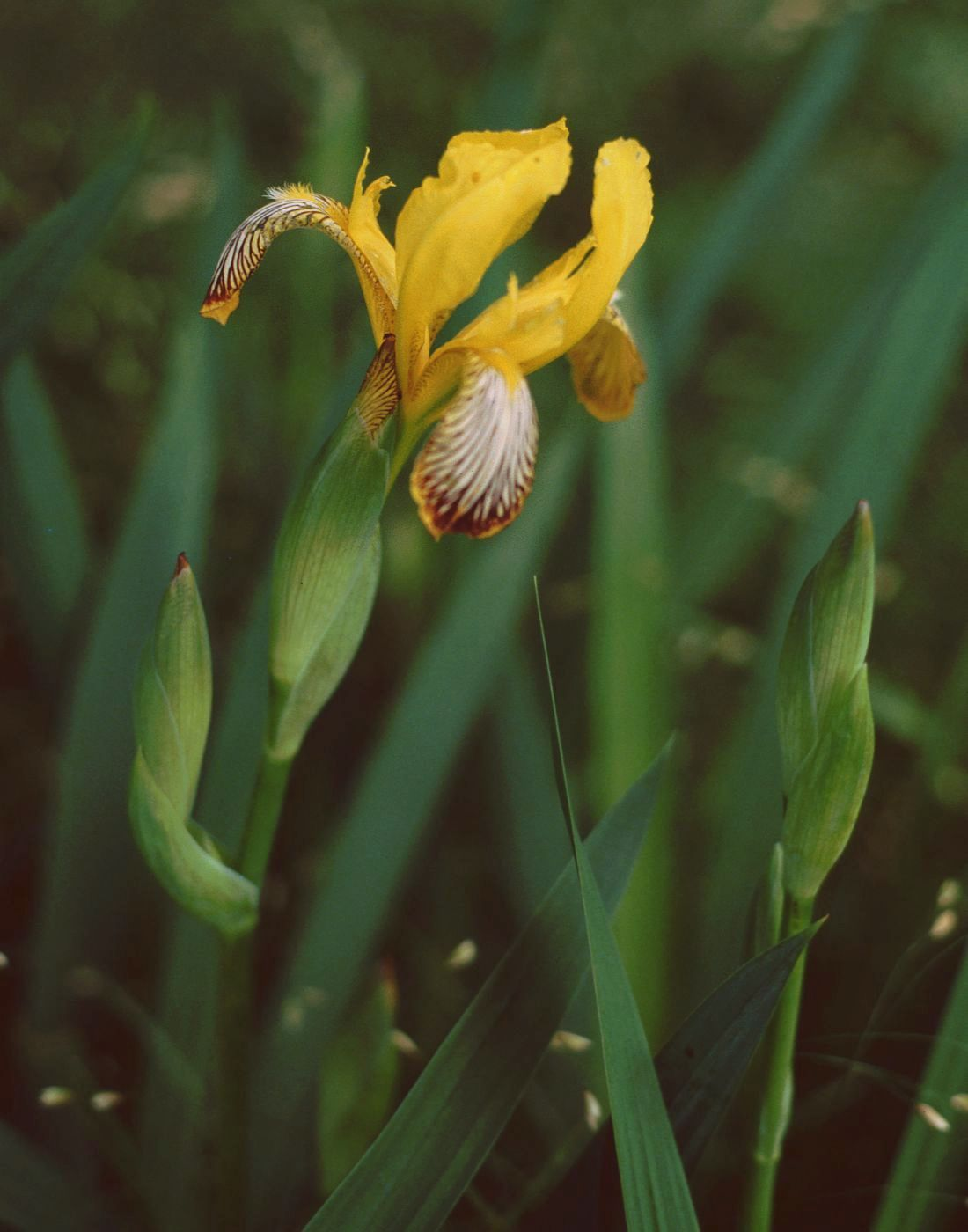
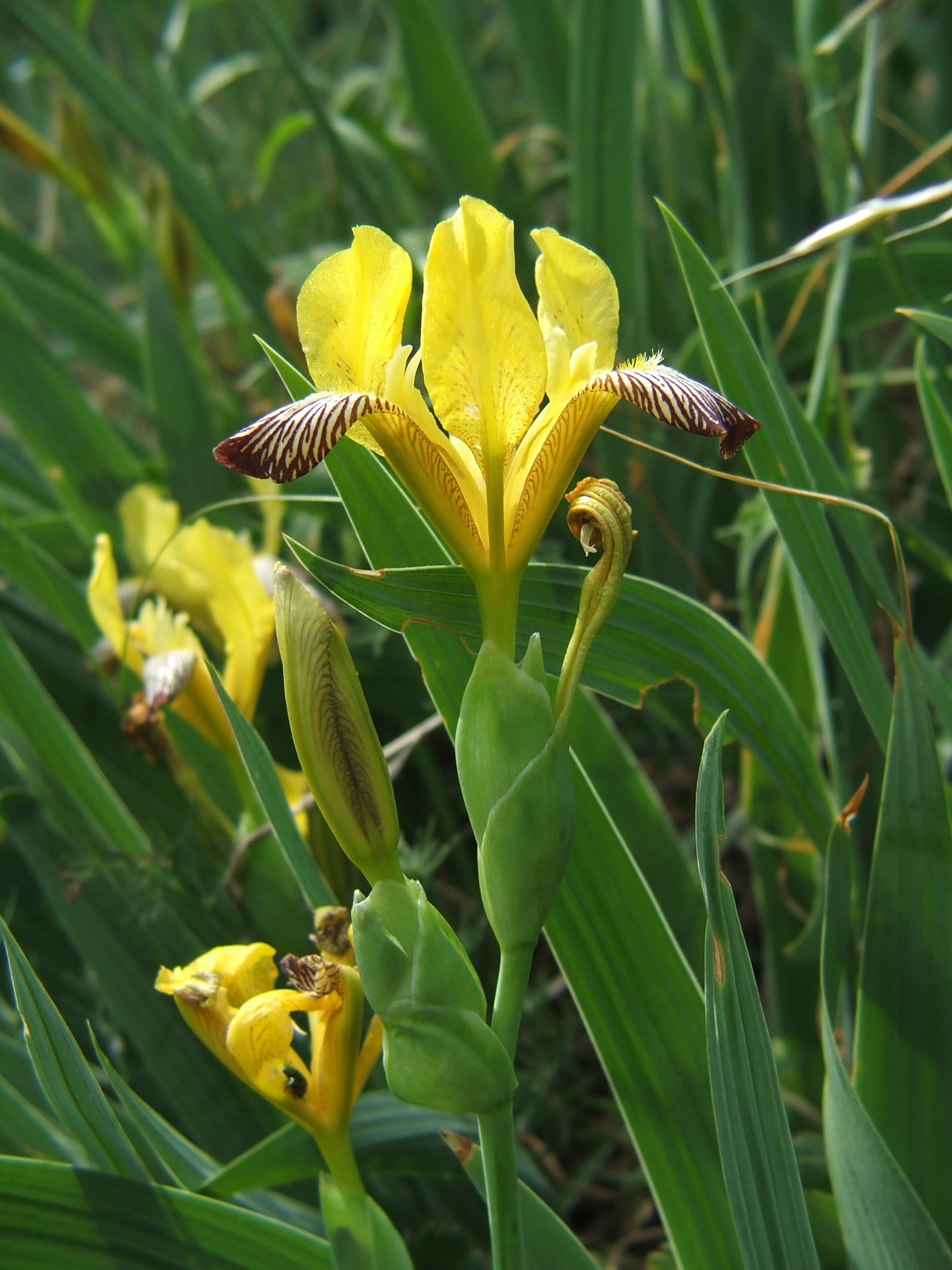